# プロ野球 ファミスタ2011
『プロ野球 ファミスタ2011』（プロやきゅう ファミスタにせんじゅういち）は、2011年3月31日に日本でバンダイナムコゲームス・ナムコレーベルより発売されたニンテンドー3DS用ソフト。
3DSにおけるファミスタシリーズ第1作。ファミスタシリーズで機種名を冠しないタイトルは、傍系の『プロ野球 熱スタ』を除けばWiiの『プロ野球 ファミリースタジアム』以来3年ぶり。

## 概要
基本的なゲームシステムは前年に発売されたニンテンドーDS用ソフト『プロ野球 ファミスタDS2010』（以下、前作）から大きく変更されていないが、前作に登場した各国代表チームやレジェンドヒーローズ・戦国サムライズが登場しないのを始めチーム数や球場数は削減されており、シンプル化が図られている。また、選手カード（本作ではカードダス）は前作までのイラストでなく写真が使用されている。前作と同様にマイカードを作成して自作の選手を最大20名まで出場させることも可能。

### 新要素
前作までは選手ごとに固有であったスキルがプレイヤーの任意で着脱可能になっている。
プレイ面では、投手のモーションに合わせてアクションを決めると通常の盗塁よりも速度が上がる「ダッシュ盗塁」やAボタン・Xボタン同時押しで通常よりもジャンプやスライディングの範囲が拡がるが、失敗すると気絶状態になってしまう「スーパーフォインプレー」、L・Rボタンで前進・後退守備を指示する「守備シフトチェンジ」などが追加されている。

## モード
メインとなるモードは以下の通りである。この他、打撃・投球・守備・走塁の別に6種類の課題をクリアするトレーニングモードや他のプレイヤーとワイヤレスで対戦する「通信対戦」モード（3DS本体2台につきソフト1本で対戦可能）があるが、ローカル通信であり、前作まであったオンライン対戦は削除されている。

### ドリームペナント
基本的な進行は前作までと大きく変わらないが、試合の前にナムコキャラクターが登場してボーナスFPやパワースイングの回数倍加などプレイヤーが有利になるよう便宜を図ったり、次の試合で「2点差で勝つ」「完封する」などの一定条件を満たす課題を出すイベントが発生する場合がある。

### プロ野球ペナントレース
日本野球機構（NPB）加盟の12球団から1チームを選んでリーグ戦120試合・交流戦24試合の合計144試合をプレイするモード。リーグは固定されており、プレイヤーの手で編成することは不可能。実際のペナントレースと同様に、リーグ戦で3位以上になるとクライマックスシリーズに進出し、第1ステージ（2戦先取制）・第2ステージ（1位は2戦・2位は3戦先取制）を勝ち抜くと日本シリーズ（4戦先取制）に出場する。
試合を飛ばす場合は、開始前にXボタンでスキップが可能。

### オープン戦
1試合限定のオープン戦。ドリームペナントと同様にFPが得られる。

## チーム
NPB加盟の12球団とナムコ関係の2チームの合計14チームが登場する。レベルはドリームペナントのデッキレベルで、30戦終了後に最終戦でレベルに対応した対戦相手が登場する。
パシフィック・リーグ
- 福岡ソフトバンクホークス
- 埼玉西武ライオンズ
- 千葉ロッテマリーンズ
- 北海道日本ハムファイターズ
- オリックスバファローズ
- 東北楽天ゴールデンイーグルス

セントラル・リーグ
- 中日ドラゴンズ
- 阪神タイガース
- 読売ジャイアンツ
- 東京ヤクルトスワローズ
- 広島東洋カープ
- 横浜ベイスターズ

ナムコ関係
- ナムコスターズ - レベル：ファーム
- ナムコレジェンズ - レベル：レジェンド

ドリームペナント限定
- ヤングサンライズ - レベル：リザーブ

NPBの若手選手選抜チーム。全員がレベル9に成長した状態。
- アダルトナイト - レベル：レギュラー

NPBのベテラン選手選抜チーム。全員が銀カードでスキルを付加されている。
- ジャパンスターズ - レベル：スター

NPBのベストメンバーで編成されたオールスターチーム。

### ナムコスターズ・ナムコレジェンズ
ファミスタシリーズで定番の存在となっているナムコキャラクターのオールスターチーム・ナムコスターズは本作よりメンバーが一新され、これまで参戦の無かった『THE IDOLM@STER』から3名が新規に参戦したのを始め、2010年発売の『GOD EATER』など直近のタイトルからも参戦が増えて名実共に「世代交替」が図られている。
対して、長年チームの主力となって来たパックマン・ピノらを始めとするナムコスターズOB・OGらは新たにナムコレジェンズ（略称・NL）を結成。ドリームペナントで一定条件を満たした際に最終戦で登場し、勝利するとオープン戦で使用可能となる。
また、ナムコスターズ・ナムコレジェンズの選手カードは前作までと異なり原作ゲームをベースにしたイラストが描かれており、『ソルバルウ』や『エースコンバット』（描かれている機体はXFA-27）などシューティングゲームやゲームに登場する自機の名前を冠した投手はチームの配色にカラーリングされた機体からボールが射出される絵が描かれている。但し、これらの選手もゲーム画面上の表示は普通の野球選手と同じである。

## 球場
合計16球場が使用可能。前作まで存在したゲームならではの荒唐無稽な球場は無くなり、オーソドックスな球場のみとなっている。

### NPB12球団の本拠地球場
球場名はゲーム中での表記に従う。参考として、発売前にネーミングライツで改称された球場はカッコ内に改称後の名称を表記している。
- 福岡Yahoo! JAPANドーム
- 西武ドーム
- 千葉マリンスタジアム（QVCマリンフィールド[注 1]）
- 札幌ドーム
- 京セラドーム大阪
- 神戸総合運動公園野球場（ほっともっとフィールド神戸[注 2]）
- クリネックススタジアム宮城
- ナゴヤドーム
- 阪神甲子園球場
- 東京ドーム
- 明治神宮野球場
- MAZDA Zoom-Zoom スタジアム広島
- 横浜スタジアム

### その他の球場
- ピッカリスタジアム - 1986年発売の第1作より登場しているオーソドックスな人工芝球場。
- かせんじき球場 - 『ファミスタ'88』が初出の、多摩川緑地広場硬式野球場（旧・巨人軍多摩川グラウンド）をモデルとする手狭なグラウンド。トレーニングモードやドリームペナントの特訓イベントは全てこの球場で行われる。
- がいこくパーク - 『ファミスタ'90』に「ふえいふえい」として登場し、『ファミスタオンライン』では「モンスター球場」として登場するフェンウェイ・パークがモデルの球場。レフト側のフェンスが高く、右中間が極端に広い。